# Грін-Веллі (округ Лос-Анджелес, Каліфорнія)
Грін-Веллі (англ. Green Valley) — переписна місцевість (CDP) в США, в окрузі Лос-Анджелес штату Каліфорнія. Населення — 1036 осіб (2020).

## Географія
Грін-Веллі розташований за координатами 34°37′3″ пн. ш. 118°24′18″ зх. д. / 34.61750° пн. ш. 118.40500° зх. д. (34.617415, -118.405023).  За даними Бюро перепису населення США в 2010 році переписна місцевість мала площу 33,18 км², з яких 33,18 км² — суходіл та 0,00 км² — водойми.

## Демографія
Згідно з переписом 2010 року, у селищі мешкало 1027 осіб у 443 домогосподарствах у складі 284 родин. Густота населення становила 31 особа/км².  Було 515 помешкань (16/км²).
Расовий склад населення:
| - 87,7 % — білих - 1,2 % — азіатів - 1,1 % — корінних американців - 0,8 % — чорних або афроамериканців - 0,1 % — вихідців з тихоокеанських островів - 3,4 % — осіб інших рас |

До двох чи більше рас належало 5,7 %. Частка іспаномовних становила 12,0 % від усіх жителів.
За віковим діапазоном населення розподілялося таким чином: 19,0 % — особи молодші 18 років, 68,0 % — особи у віці 18—64 років, 13,0 % — особи у віці 65 років та старші. Медіана віку мешканця становила 47,0 року. На 100 осіб жіночої статі у селищі припадало 113,5 чоловіків;  на 100 жінок у віці від 18 років та старших — 111,7 чоловіків також старших 18 років.
Середній дохід на одне домашнє господарство  становив 93 617 доларів США (медіана — 78 792), а середній дохід на одну сім'ю — 112 696 доларів (медіана — 100 139). За межею бідності перебувало 8,0 % осіб, у тому числі 0,0 % дітей у віці до 18 років та 0,0 % осіб у віці 65 років та старших.
Цивільне працевлаштоване населення становило 561 осіб. Основні галузі зайнятості: освіта, охорона здоров'я та соціальна допомога — 29,2 %, виробництво — 10,5 %, інформація — 8,4 %, будівництво — 7,3 %.